# Tunguska
Tunguska (på ryska Тунгуска) är ett område i mellersta Sibirien och ett samlande begrepp på de tre bifloder till floden Jenisej som rinner där, nämligen Angara (Övre Tunguska), Steniga Tunguska och Nedre Tunguska. Namnet kommer från urbefolkningen tunguser, nutida namn evenker, som bor i området. Området är mest känt för ett stort himlakroppsnedslag 1908 vid Steniga Tunguska, den så kallade Tunguska-händelsen.